# Entosthodon serratus
Entosthodon serratus là một loài Rêu trong họ Funariaceae. Loài này được (Brid.) Fife mô tả khoa học đầu tiên năm 1985.